# ويندي ويلسون
ويندي ويلسون (بالإنجليزية: Wendy Wilson)‏ هي مغنية أمريكية، ولدت في 16 أكتوبر 1969 في لوس أنجلوس في الولايات المتحدة.

## وصلات خارجية
- ويندي ويلسون على موقع IMDb (الإنجليزية)
- ويندي ويلسون على موقع ميوزك برينز (الإنجليزية)
- ويندي ويلسون على موقع إن إن دي بي (الإنجليزية)
- ويندي ويلسون على موقع ديسكوغز (الإنجليزية)
- ويندي ويلسون على موقع قاعدة بيانات الفيلم (الإنجليزية)